# پارک وون سوک
پارک وون سوک (انگلیسی: Park Won-sook؛ زادهٔ ۱۹ ژانویهٔ ۱۹۴۹) بازیگر اهل کره جنوبی است. وی از سال ۱۹۷۰ میلادی تاکنون مشغول فعالیت بوده‌است.